# Öringtjärnen (Gåxsjö socken, Jämtland, 707086-146789)
Öringtjärnen är en sjö i Strömsunds kommun i Jämtland och ingår i Indalsälvens huvudavrinningsområde.